# دوریم یاکوت
دوریم یاکوت (انگلیسی: Devrim Yakut؛ زادهٔ ۲۷ مهٔ ۱۹۶۸) بازیگر اهل ترکیه است. وی از سال ۱۹۹۲ میلادی تاکنون مشغول فعالیت بوده‌است.
از فیلم‌ها یا برنامه‌های تلویزیونی که وی در آن نقش داشته‌است می‌توان به رویای پروانه اشاره کرد.